# Lluís Coll i Espadaler
Lluís Coll i Espadaler   (Sant Quirze de Besora, 22 d'abril de 1867 - Barcelona, 20 de gener de 1944) fou un dibuixant, pintor, fotògraf, polític, esperantista, arxiver, i activista cultural. Professionalment, va ser aparellador Municipal de l'Ajuntament de Manlleu.

## Biografia
Després de la formació inicial, va estudiar a l'Escola Municipal de dibuix i al Seminari de Vic. Posteriorment es va traslladar a Barcelona per continuar els seus estudis artístics. El 1887 va tornar a Vic i es va dedicar a fer plànols i projectes d'edificacions i reformes urbanes de la ciutat i d'altres pobles de la comarca. Arran d'aquesta feina va establir llaços amb Manlleu i el 1888 es va casar amb la manlleuenca Pepeta Calvet.
En l'àmbit polític, ja de jove, va ser integrant del Partit Carlista de Sant Quirze de Besora. El 1889 signava el manifest protestant contra el Dret Civil Català. El 1890, en una breu estada a Sant Martí de Provençals va fundar, juntament amb uns amics, l'associació “Foment Regional” destinada a fomentar la cultura i l'amor a la doctrina regionalista. El 1892 era elegit secretari del “Círculo Tradicionalista de Manlleu”.
L'any 1899 va fundar l'Associació Catalanista Rafael de Casanova al carrer del Pont a Manlleu. Per mitjà d'aquesta entitat mantenia correspondència amb distingides personalitats del món cultural i polític del moment.
Va morir a Barcelona el 20 de gener de 1944 a l'edat de setanta-sis anys.

## Publicacions.
- El Patriotisme a Manlleu (1935) Manlleu : Tip. Manlleuenca, 67 pp.[2]
- Veinte días a París (1900) Vich : Librería Vicense, 159 pp.[2]